# Cerkiew św. Michała Archanioła w Cetuli
Cerkiew św. Michała Archanioła w Cetuli – parafialna cerkiew greckokatolicka, zbudowana w latach 1938–39, znajdująca się w Cetuli.
Po 1947 cerkiew zamknięta i nieużytkowana. W 1958 przejęta przez Kościół rzymskokatolicki. Pełni funkcję kościoła filialnego parafii św. Anny w Radawie.

## Historia obiektu
W 1801 zbudowano w Cetuli cerkiew drewnianą. Była odnawiana w 1875. W czasie działań wojennych w 1915 została spalona. Na jej miejscu w 1917  wybudowano drewnianą kaplicę, którą rozebrano po wzniesieniu w latach 1938–39 nowej murowanej cerkwi.   
Budowla murowana, na planie krzyża z kopułą centralną z prezbiterium zamkniętym trójbocznie i dwoma zakrystiami po bokach. Od zachodu dobudowany pod koniec XX w. przedsionek. Elewacje naw bocznych i ściany frontowej zwieńczone murem attykowym. Kopuła zakończona wieżyczką na sygnaturkę, a w narożach zadaszenia nawy cztery małe wieżyczki.

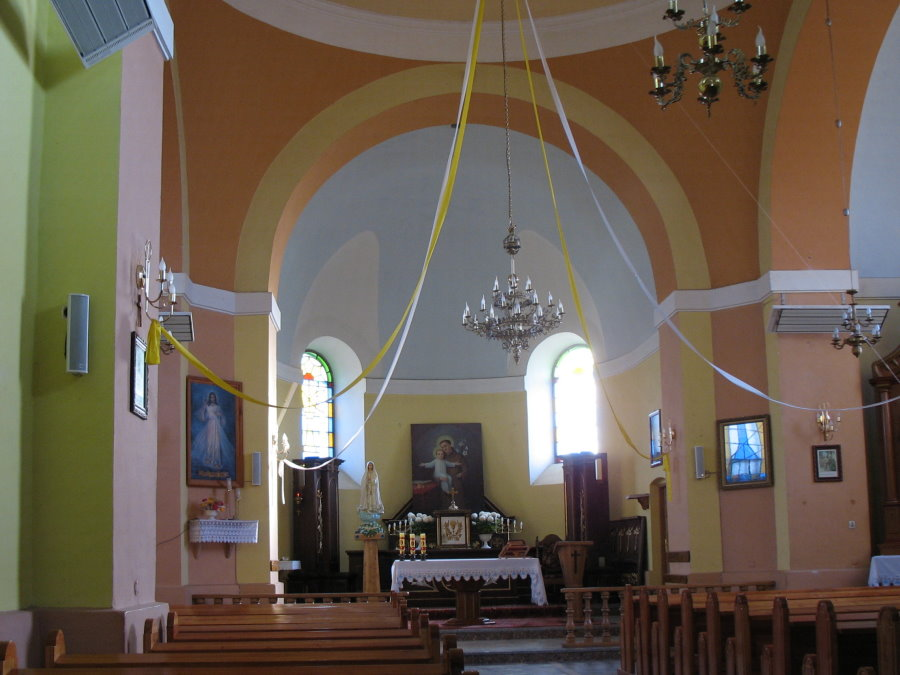
Wnętrze